# Stechau
Stechau är en ortsteil i kommunen Fichtwald i Landkreis Elbe-Elster i förbundslandet Brandenburg i Tyskland. Stechau var en kommun fram till den 31 december 2001 när den uppgick i Fichtwald.